# Catha abbottii
Catha abbottii là một loài thực vật có hoa trong họ Dây gối. Loài này được A.E.van Wyk & M.Prins mô tả khoa học đầu tiên năm 1987.